# The Best of the Early Joe Cocker
The Best of the Early Joe Cocker è un album-compilation del cantante-pianista britannico Joe Cocker, pubblicato nel 1976 dalla serie Linea Tre (appartenente alla RCA) e, in Germania, dalla HÖR ZU/ABC.

## Il disco
La compilation contiene brani originariamente pubblicati nei primi due album del musicista britannico (entrambi usciti nel 1969) e appartiene a una serie economica denominata Linea Tre (componente della RCA), i cui album venivano venduti a prezzo ridotto. 
I brani A1, A3, A4 e B2 sono estratti dall'album di debutto With a Little Help from My Friends, il cui titolo è preso dall'omonima canzone dei Beatles (presente nel loro album Sgt. Pepper's Lonely Hearts Club Band); mentre il resto di essi è estratto dal secondo album Joe Cocker!.

## Tracce

### Lato A
1. With a Little Help from My Friends[2] – 5:11 (Lennon-McCartney)
2. Dear Landlord – 3:23 (Bob Dylan)
3. Do I Still Figure in Your Life – 3:59 (Peter Dello)
4. Bye Bye Blackbird – 3:27 (testo: Mort Dixon – musica: Ray Henderson)
5. Delta Lady – 2:51 (Leon Russell)

Durata totale: 18:51

### Lato B
1. Hitchcock Railway – 4:41 (Don Dunn)
2. Feelin' Alright – 4:10 (Dave Mason)
3. Darlin' Be Home Soon – 4:49 (John Sebastian)
4. Something[2] – 3:32 (George Harrison)
5. She Came In Through the Bathroom Window[N 1][2] – 2:37 (Lennon-McCartney)

Durata totale: 19:49

### Fonti
1. 1 2  Brani: A2, A5, B1, B3, B4 e B5.
2. 1 2 3  Brani musicali dei Beatles.

### Annotazioni
1. ↑  Sigla iniziale della trasmissione televisiva Avventura.